# Rossese di Dolceacqua

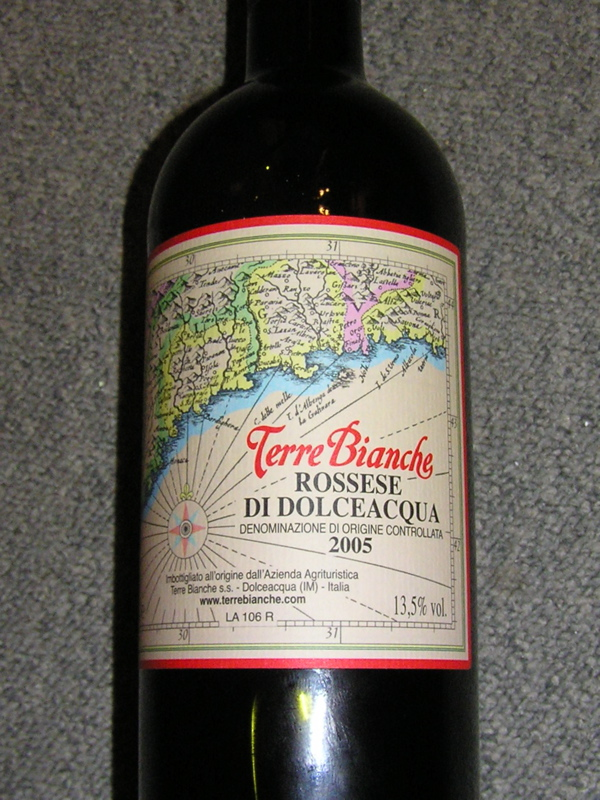
Eine Flasche Rossese di Dolceacqua

Rossese di Dolceàcqua (oder einfach Dolceàcqua) ist ein italienischer Rotwein aus Ligurien. Der Wein hat seit 1972 eine „kontrollierte Herkunftsbezeichnung“ (Denominazione di origine controllata – DOC), die zuletzt am 7. März 2014 aktualisiert wurde. Die letzte Änderung der Denomination erfolgte am 7. März 2014. Papst Paul III. war ein Verehrer dieses Weines.

## Anbauzone
Das Anbaugebiet liegt im Nerviatal rund um Dolceàcqua, Provinz Imperia; 23 Gemeinden bzw. Ortsteile gehören dazu. Die Weinberge liegen auf einer Höhe von 300 bis 600 m. Das Weinbaugebiet ist sehr klein – die Rebfläche von 49 ha teilten sich 68 Winzer. Sie erzeugten 2.040 hl Qualitätswein. (Stand 2016)
Neben Flächen in Dolceàcqua sind auch Rebflächen in den Gemeinden Apricale, Bajardo, Camporosso, Castel Vittorio, Isolabona, Perinaldo, Pigna, Rocchetta Nervina, San Biagio della Cima und Soldano sowie Teilbereichen der Gemeinden  Vallecrosia, Ventimiglia und Vallebona zugelassen.

## Erzeugung
Der Rotwein muss zu mindestens 95 % aus der Rebsorte Rossese (ein Synonym für Tibouren) hergestellt werden. Höchstens 5 % andere rote Rebsorten, die in der Region Ligurien zum Anbau zugelassen sind, dürfen zugesetzt werden. Ein kleiner Teil wird in der Qualität Superiore angeboten.
Der Wein darf nicht vor dem 1. November des auf die Ernte folgenden Jahres zum Verkauf kommen.

## Beschreibung
Laut Denomination (Auszug):
- Farbe: rubinrot, mit zunehmender Reife granatrot
- Geruch: intensive weinig, aber zart, charakteristisch
- Geschmack: zart, aromatisch, warm
- Alkoholgehalt: mindestens 12,0 % Vol., mit der Bezeichnung „Superiore“ mind. 13 %
- Säuregehalt: mind. 4,5 g/l
- Trockenextrakt: mind. 23,0 g/l